# Shelley Berger

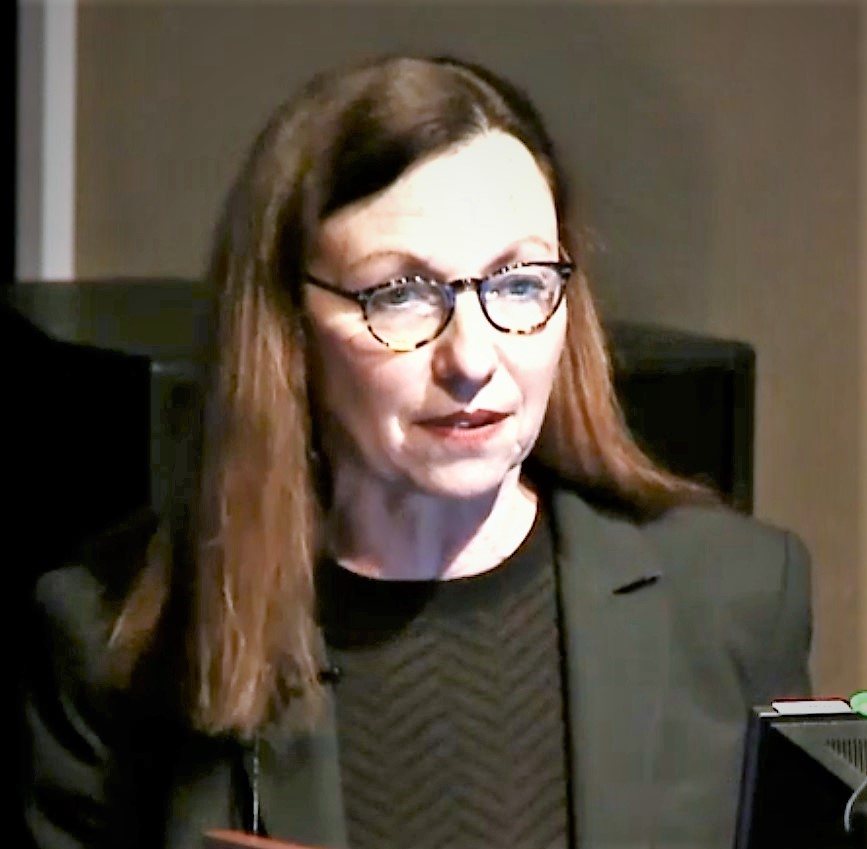
Shelley Berger 2014

Shelley L. Berger (* 1954 in Detroit) ist eine US-amerikanische Molekularbiologin und Evolutionsbiologin (Epigenetik, Chromatin-Biologie).
Berger studierte Biologie an der University of Michigan mit dem Bachelor-Abschluss 1982 und der Promotion in Zell- und Molekularbiologie 1987. Sie war Post-Doktorandin an der Harvard University und am Massachusetts Institute of Technology. Sie war Hilary Koprowski Professor am Wistar Institute in Philadelphia und ist Daniel S. Ochs University Professor an der University of Pennsylvania (Perelmann School of Medicine und Biologie-Abteilung der School of Arts and Sciences), an der sie seit 2009 ist.
Sie befasste sich insbesondere mit Biologie von Chromatin und Epigenetik, insbesondere post-translationale Modifikationen (PTM) der Histone (Bestandteilen des Chromatins). Zu den Modifikationen zählen Methylierung,  Acetylierung, Ubiquitinierung und Kombinationen. Sie identifizierte verschiedene Chromatin-Enzyme und untersuchte die Mechanismen, mit denen sie Histone und Transkriptionsfaktoren wie den Tumorsuppressor p53 bei der Transkription modifizieren. Berger forschte zur Epigenetik von Krebs und altersbedingten Erkrankungen (wie Gedächtnisstörungen), zur epigenetischen Kontrolle von Lernen und Gedächtnis und des Verhaltens sowohl in Säugetieren als auch bei Ameisen.
2016 erhielt sie den Stanley N. Cohen Award der Penn School of Medicine. Sie ist Mitglied der National Academy of Medicine (2012), der American Association for the Advancement of Science (2012), der American Academy of Arts and Sciences (2013) und der National Academy of Sciences (2018).

## Schriften (Auswahl)
- mit D. E. Sterner: Acetylation of histones and transcription-related factors, Microbiology and Molecular Biology Reviews, Band 64, 2000, S. 435–459
- mit J. Huang u. a.: Repression of p53 activity by Smyd2-mediated methylation, Nature, Band 444, 2006, S. 629–632
- The complex language of chromatin regulation during transcription, Nature, Band 447, 2007, S. 407–412
- mit J. Huang u. a.: p53 is regulated by the lysine demethylase LSD1, Nature, Band 449, 2007, S. 105–108
- mit T. Kouzarides, R. Shiekhattar, A. Shilatifard: An operational definition of epigenetics, Genes & Development, Band 23, 2009, S. 781–783
- mit W. Dang u. a.: Histone H4 lysine 16 acetylation regulates cellular lifespan, Nature, Band 459, 2009, S. 802–807
- mit C. Lu, Craig P. Thompson  u. a.: IDH mutation impairs histone demethylation and results in a block to cell differentiation, Nature, Band 483, 2012, S. 474–478
- Histone modifications in transcriptional regulation, Current Opinion in Genetics & Development, Band 12, 2002, S. 142–148
- mit B. K. Kennedy u. a.: Geroscience: linking aging to chronic disease, Cell, Band 159, 2014, S. 709–713
- mit B. C. Capell: The role of epigenetics in disease and treatment, in: Kasper, Fauci, Hauser, Longo, Jameson, Loscalzo (Hrsg.), Harrison’s Principles of Internal Medicine, 20. Auflage, McGraw Hill 2021